# David Browning

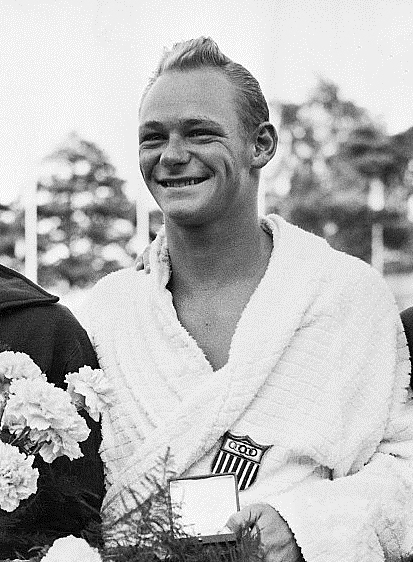
David Browning bei den Olympischen Sommerspielen 1952

David Greig „Skippy“ Browning Jr (* 5. Juni 1931 in Boston; † 14. März 1956 bei Rantoul in Kansas) war ein US-amerikanischer Wasserspringer, der 1952 Olympiasieger im Kunstspringen wurde.
Browning studierte an der University of Texas und gewann vier Studentenmeisterschaften. Zwischen 1949 und 1954 wurde er sechsmal US-Hallenmeister und zweimal Freiluftmeister. Bei den Olympischen Spielen 1952 gewann er den Titel vor seinen Landsleuten Miller Anderson und Robert Clotworthy, der Mexikaner Joaquín Capilla war auf Platz 4 bester Nicht-US-Amerikaner. Nach seinem Olympiasieg versuchte er, als Souvenir eine olympische Fahne vom Mast zu holen, wurde aber erwischt und für kurze Zeit inhaftiert; seine Trainer durften ihn vom Gefängnis abholen und zum Mannschaftsquartier begleiten.
Im April 1956, vierzehn Tage vor der geplanten Trainingsaufnahme für die Olympischen Spiele 1956, stürzte Browning als Angehöriger der US Navy mit seinem Flugzeug über Kansas ab. Im Jahr 1975 wurde er in die Ruhmeshalle des internationalen Schwimmsports aufgenommen.